# Peada af Mercia
Peada (død 656) var en kortvarig konge over den sydlige del af det angelsaksiske kongerige Mercia, efter sin fader, Penda, døde i november 655. frem til han blev dræbt af sin kone i foråret året efter.